# Bandera d'Armènia
La bandera nacional d'Armènia està formada per tres franges horitzontals d'igual amplada de colors vermell, blau i carabassa.
La bandera fou adoptada el 1918, durant el primer període d'independència després de la Primera Guerra Mundial, tot i que durant aquest període les proporcions eren de 2:3. Fou restaurada el 24 d'agost de 1990, després de l'extinció de la Unió Soviètica i aprova per la llei "Sobre la bandera estatal de la República d'Armènia" pel Soviet Suprem de la República d'Armènia. Com la majoria de banderes de les repúbliques exsoviètiques, va mantenir les proporcions 1:2.

## Colors
Els tres colors han estat associats amb la nació armènia durant molts segles. Hi ha moltes interpretacions quant al significats d'aquests colors però la interpretació més acceptada és que:
- El vermell simbolitza la sang vessada pels armenis en defensa del seu país.
- El blau simbolitza el cel.
- El taronja simbolitza el sòl fèrtil d'Armènia.

El 2012, l'Institut Nacional d'Estàndards Armeni (SARM) va publicar les especificacions sobre la construcció i els colors de la bandera nacional:
| Model de color | Vermell     | Blau       | Carabassa   |
| -------------- | ----------- | ---------- | ----------- |
| Pantone        | 485         | 286        | 1235        |
| RGB            | 217, 0, 18  | 0, 51, 160 | 242, 168, 0 |
| CMYK           | 0-100-100-0 | 100-80-0-0 | 0-35-100-0  |
| HTML           | D90012      | 0033A0     | F2A800      |

## Banderes històriques

Dinastia Artàxides (188 aC-14 dC)
Dinastia Arxakuní
Armènia bagràtida (884–1045)
Regne Armeni de Cilícia (1064-1375)
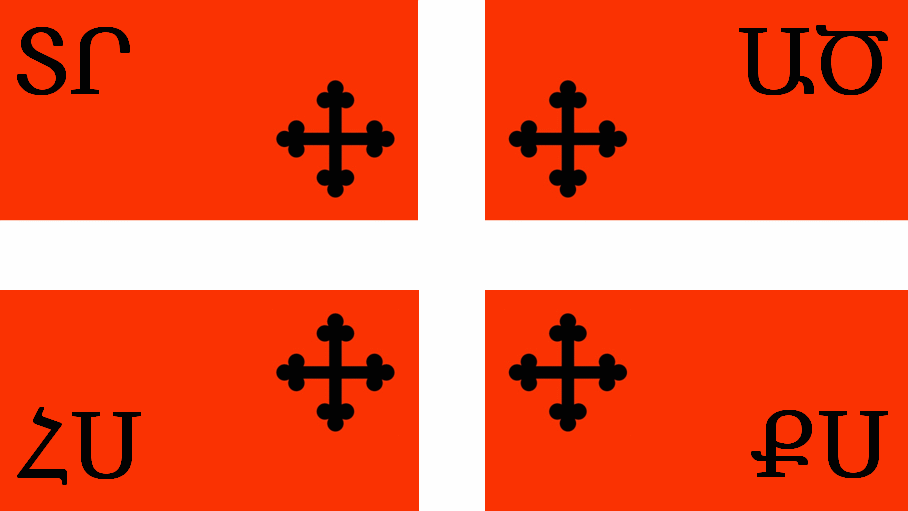
Principat de Khatxèn (821-1600)
Nissaga Hasanjalàlides (1214-?)
República de Van (1915–1918)
República Democràtica Federal de Transcaucàsia (1918)
República Democràtica d'Armènia (1918-1920)
República Socialista del Soviet d'Armènia (1922)
República Federal Soviètica de Transcaucàsia (1922-1936)
República Socialista Soviètica d'Armènia (1926-1940)
República Socialista Soviètica d'Armènia (1940-1952)
República Socialista Soviètica d'Armènia (1952-1990)